# 大矢真那
大矢真那（1990年11月6日—）是日本女藝人，為女子偶像團體SKE48前成员，同時是SKB48在2008年成立時的創團成員之一，2017年11月底從SKE48畢業。爱知县出身，所屬經紀公司為SAN OFFICE。

## 經歷
- 2008年7月31日 - SKE48第1期生選拔合格（報名總數2,670人、最終合格22人）。
- 2008年10月5日 - SKE48 1st Stage「PARTY開始了」中共16名成為選拔成員，大矢真那為其中一員。
- 2009年3月 - 選拔成員16名组成了Team S，正式成為Team S一员。
- 2010年5月到6月中舉辦的AKB48第二屆選拔總選舉中獲得了24位，成功入選為Under Girls的一員；中間發表到最終發表的時候的票數相差了3.18倍，是所有成員中提升幅度最大的（1217票→4634票）最終得票數更是去年的得票數的10倍!!
- 2011年5月到6月中舉辦的AKB48第三屆選拔總選舉中獲得了第30名，成功入選為Under Girls的一員。
- 2013年5月19日、28日 - 大矢真那、石田安奈、木崎由里亞 三人，到臺灣舉辦握手會和簽名會，是初次有SKE48成員到台灣舉辦握手會和簽名會。
- 2017年6月26日，於當日參演的SKE48劇場公演結束後，宣布將自SKE48畢業。[1]
- 2017年11月30日，正式自SKE48畢業，結束所有活動[2]。

## 人物
- 在出演日本电视台AKB0时59分!节目时，将峯岸南列为自己憧憬的成员。
- 2010年東麗泳装冠军鈴木千奈美，是同所高中大她1届的學姐。
- 畢業於一貫學制的高中，2013年3月自大學畢業。
- SKE48偶像研究会的名義會員。
- 非常疼愛曾同属SKE48Team S的森纱雪，被其他成员戲稱为“纱雪的奶奶”。
- 曾在部落格說過最喜歡的藝人是YUI。
- 自己未來想成為模特兒。
- 興趣是吃東西，雖然瘦小，但是個大胃王，曾試過最多一天八餐。
- 兒時很少看電視節目。
- 懂得跳新體操。
- 喜歡小孩。
- 是歷屆AKB48選拔總選舉中，唯一歷次參選均在「Under Grils」組屹立不搖的成員。
- 與同為1期生的松井珠理奈相當要好。

## 出演

### 综艺节目
- SAKAE TA☆RO（2008年8月20日、中京テレビ）
- AKB0时59分!(2008年8月25日、日本电视台）
- BOMBER-E（2008年8月27日、名古屋テレビ放送）
- 24時間テレビ 真夏の興奮チャリティーライブ（2008年9月1日、中京テレビ）
- BOMBER-E秋まつりスペシャル（2008年10月14日、メ·テレ）
- 石田純一VS加藤晴彦 中京テレビ大感ちゃ祭（2008年10月19日、中京テレビ）
- 週刊AKB（2009年7月24日 - 8月7日?28日 - 、テレビ東京）
- 地元応援バラエティ このへん!!トラベラー生放送2時間スペシャル（2009年12月30日、中京テレビ）

### 广播
- SKE48 観覧車へようこそ!!（2009年4月20日、6月29日、8月17日、CBCラジオ）- 8月17日放送分は、ゴンドラマスターとしての出演。

### 演唱会
- 大概会出演唱会DVD、不过现场看机会有限！AKB48夏日祭！（2008年8月23日、日比谷野外大音楽堂）
- AKB48 难道说、这场演唱会的音源不会流出吗？（2008年11月23日、NHKホール）
- 「神公演予定」～因诸多因素、也有可能无法成为神公演、望体谅（2009年4月25日、NHKホール）
- 剧场外演唱会「初次的课外教学」（2009年5月24日、ボトムライン）
- 结成1周年纪念公演「夺取天下吧!」（2009年7月30日、CLUB DIAMOND HALL）
- AKB104选拔成员组阁祭（2009年8月22日·23日、日本武道館）
- 名古屋一揆（2009年12月25日、Zepp Nagoya）
- AKB48 リクエストアワーセットリストベスト100 2010 with アメーバピグ（2010年1月22日、SHIBUYA-AX）
- AKB48 満席祭り希望 賛否両論（2010年3月24日・25日、横滨体育馆）
- SKE48 傳說、開始了！ （2010年4月29日、Zepp Nagoya）
- AKB48 AKB48演唱會 沒有驚喜（2010年7月10日・11日、代々木第一体育館）
- SKE48 SKE48 重溫時間 最佳曲目30 2010 哪個是神曲?（2010年7月31日、名古屋センチュリーホール）

### 活动
- 24時間テレビチャリティーライブ（2008年8月30日、名古屋·荣）
- キャラホビ2008 SUNSHINE SAKAE出展ブース「AKB48×SKE48」（2008年8月31日、幕張メッセ国際展示場9·11）
- メ?テレ秋まつり2008（2008年9月27日·28日、名古屋市荣·久屋大通公園）
- チュウキョ?くんアイランド ガールズ ライブステージ（2008年10月19日、名古屋·久屋大通公園）
- 東海テレビ大感謝祭（2008年11月1日、名古屋·久屋大通公園）

## 参加的组合曲
1st Stage 「PARTY开始了」
1. 同班同学（クラスメイト）

2nd Stage「手牵手」
2009年2月 - 6月
1. 巧克力的下落（チョコの行方）

2009年7月 - 
1. 雨珠钢琴师（雨のピアニスト）

3rd Stage「制服之芽」
1. 女孩子的第六感（女の子の第六感）